# 九龍巴士63R線
九龍巴士63R線是香港新界一條郊區節日特別路線，由九巴營辦，來往大埔墟站及林村許願樹之間，途經太和及吐露港公路，被九巴標榜為「特快路線」。
本線只於林村舉行大型活動時提供服務，當中每年春節（農曆新年）年初一至年初十五均會提供服務，以疏導到林村許願樹祈福及參與「香港許願節」活動的遊客，輔助64K線之服務,有部分乘客前往放馬莆站乘坐64K前往大埔墟，63R亦不比64K收費低。

## 歷史
本線的前身為64K線於春節（農曆新年）的假期期間來往大埔墟站及林村許願樹的特別短途班次。
- 2012年1月23日：本線獨立以編號63R行駛[1]，在1月23日至25日以及1月28日至29日期間服務[2]。
- 2017年開始改為在林村舉行大型活動時提供服務，不再局限只於農曆新年期間服務。
- 2019年農曆新年，往大埔墟站方向加停林錦公路「坑下莆」站。
- 2020年農曆新年，此路線於1月25日至1月28日（年初一至四）增設經廣福邨後直達林村許願樹之特別班次，並增設與72X、73X、74X、75X及271的$1轉乘優惠。[3]
- 2021及2022年：受新冠肺炎疫情影響，林村許願節取消，此路線連續兩年不提供服務。
- 2023年農曆新年，此路線恢復服務，特快班次改為不停廣福邨站。

## 收費
- 全程收費：$10.2（2025年02月）

| - 本線設有12歲以下小童及65歲或以上長者半價優惠。 - 乘客可以現金或八達通於上車時付款，不設找續。 - 每位成人乘客可免費攜帶最多兩名4歲以下而不佔座位的兒童乘客乘車，超額之4歲以下小童必須繳付小童車費乘車。 - 持有「九巴月票」之乘客在車票有效期內，每日可享最多10程任何九龍巴士及龍運巴士路線（包括本路線，以及聯營路線的九龍巴士／龍運巴士提供的班次；惟乘搭機場「A」及「NA」線則可享原價二七折優惠（不會計算每天10次合資格車程））；而B1線則每日可享最多各2程（不會計算每天10次合資格車程）。 - 九龍巴士、城巴、龍運巴士及陽光巴士全職員工及家屬（不包括外判職員）可免費乘搭本路線，惟必須拍職員或職員家屬八達通。 - 乘客亦可透過多元化電子支付系統（e度嘟）繳付車資，包括使用非接觸式VISA卡、JCB卡、萬事達卡、銀聯卡、美國運通、大來國際、Discover Card、Apple Pay、Google Pay、Samsung Pay、AlipayHK「易乘碼」、支付寶、WeChatHK／微信支付「搭車碼」、銀聯雲閃付「乘車碼」及BOC Pay「乘車碼」。乘客使用此付款方式，使用此支付方式的乘客可享有中途下車之分段收費，以及與其他九巴／龍運獨營路線或聯營線九巴／龍運班次之轉乘優惠，惟不適用於與非九巴／龍運路線之轉乘優惠，亦不能享有「公共交通費用補貼計劃」及「長者及合資格殘疾人士公共交通票價優惠計劃」。 |

## 用車
本線由4個車廠派車，開線第一天大多使用長度11米或以下的非低地台雙層空調巴士，開線第2天起則開始使用12米長的低地台雙層空調巴士，並會派出生肖巴士行走。
在2012年1月28日和29日，九巴派出龍年生肖巴士PJ5187行走本線，吸引大批巴士迷到本線沿線拍攝。2013年，該車則為蛇年生肖巴士，於農曆新年期間亦行駛本線。2015年派出羊年生肖巴士PZ8988及以聖誕及新年主題巴士ST8444行走本線，2016年派出猴年生肖巴士PZ8988，於農曆新年期間亦行駛本線。
2019年，本路線亦派出豬年生肖巴士行駛本路線，吸引大量巴士迷拍攝，惟部分人不顧危險衝出馬路拍攝，罔顧交通安全。

## 途經街道
- 大埔墟站開經：雅運路、南運路、大埔太和路、寶雅路、大埔太和路、吐露港公路、林錦公路交匯處、林錦公路及林村鄉公所路。
- 林村許願樹開經：林村鄉公所路、林錦公路、林錦公路交匯處、吐露港公路、大埔太和路、寶雅路、大埔太和路、南運路及雅運路。

### 車站列表
| 大埔墟站開出 | 大埔墟站開出     | 大埔墟站開出           | 林村許願樹開出 | 林村許願樹開出   | 林村許願樹開出         |
| 車站         | 車站名稱         | 位置                   | 車站           | 車站名稱         | 位置                   |
| ------------ | ---------------- | ---------------------- | -------------- | ---------------- | ---------------------- |
| 1            | 大埔墟站巴士總站 | 大埔墟站公共運輸交匯處 | 1              | 林村許願樹       | 林村鄉公所路           |
| 2            | 大埔超級城       | 大埔太和路             | 2              | 坑下甫           | 林錦公路               |
| 3            | 太和廣場         | 寶雅路                 | 3              | 太和站           | 太和巴士總站           |
| 4            | 林村許願樹       | 林村鄉公所路           | 4              | 大埔超級城       | 大埔太和路             |
|              |                  |                        | 5              | 大埔墟站巴士總站 | 大埔墟站公共運輸交匯處 |

## 圖集

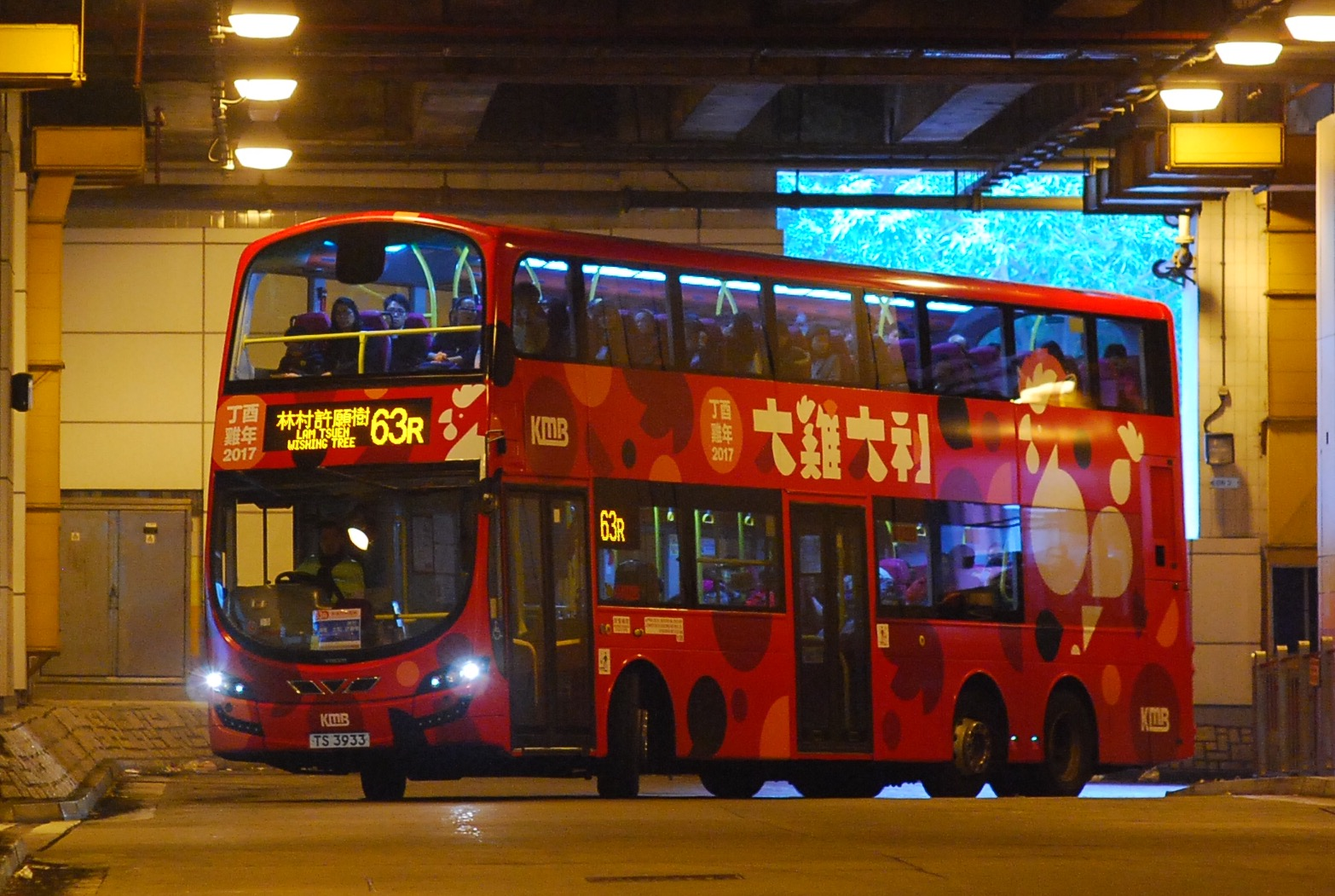
2017年九巴派出雞年生肖巴士行駛本線
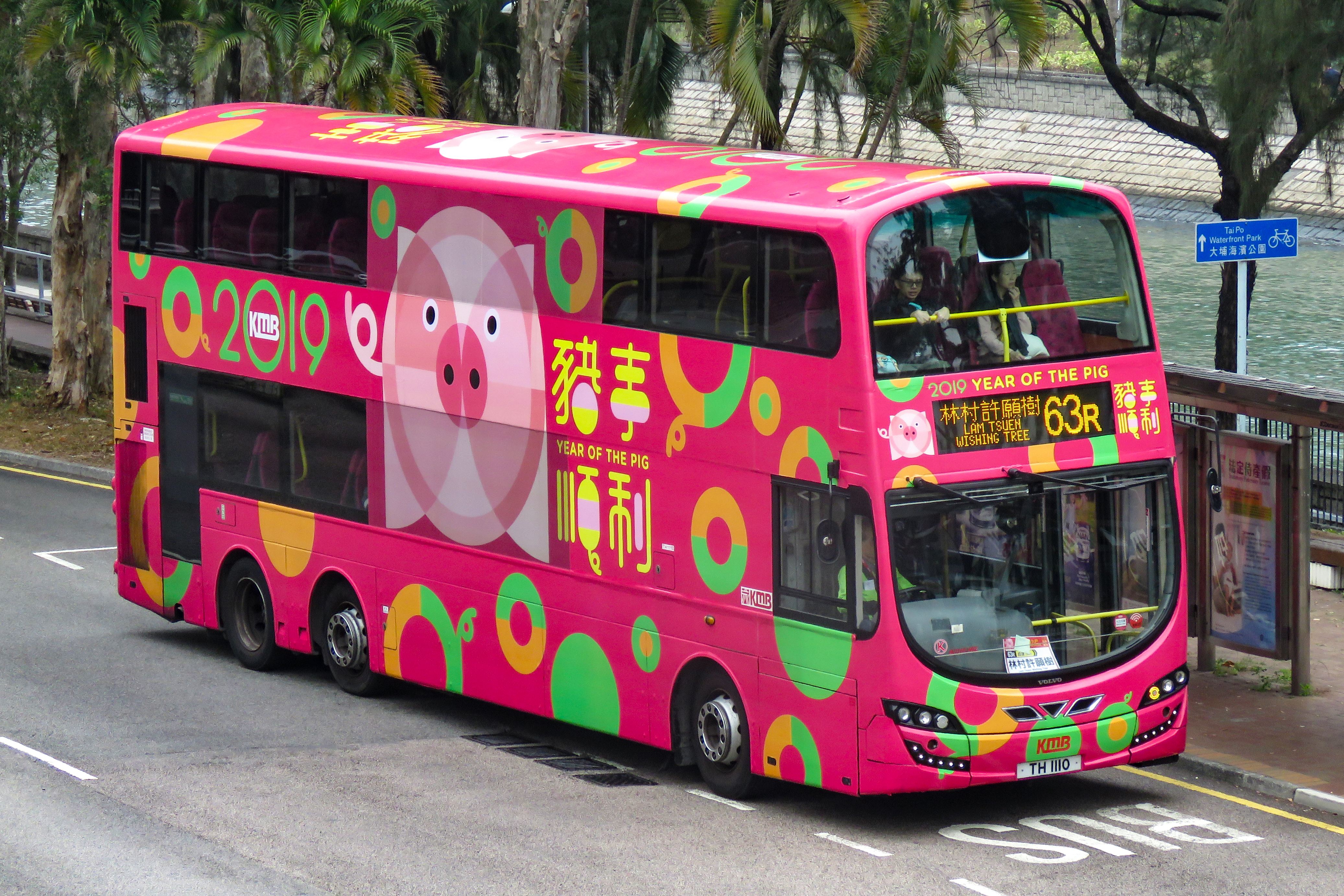
63R線途經大埔超級城，圖中為跨廠行駛本線的豬年生肖巴士
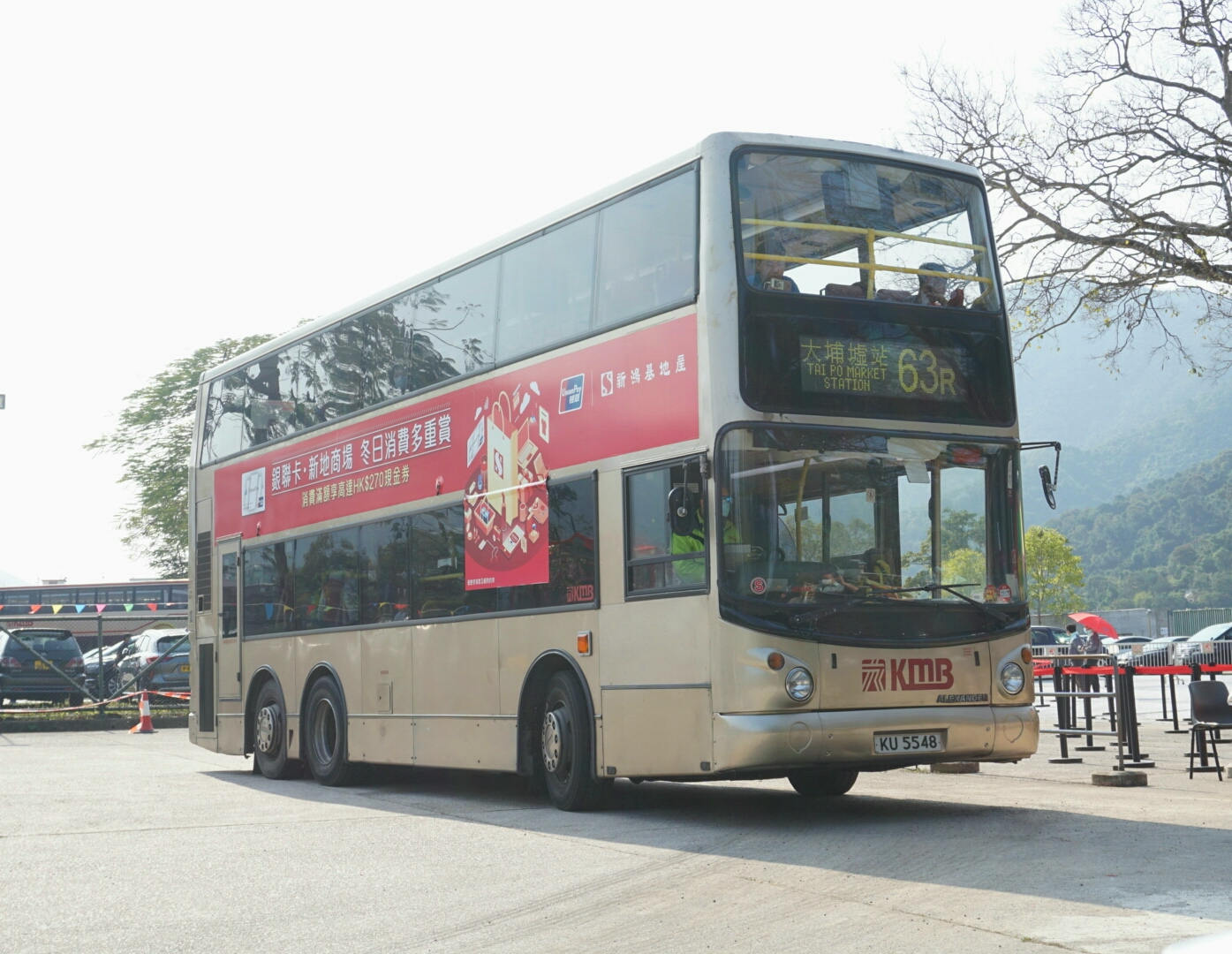
普遍乘客一見此線便蜂擁而上，因此客量不俗
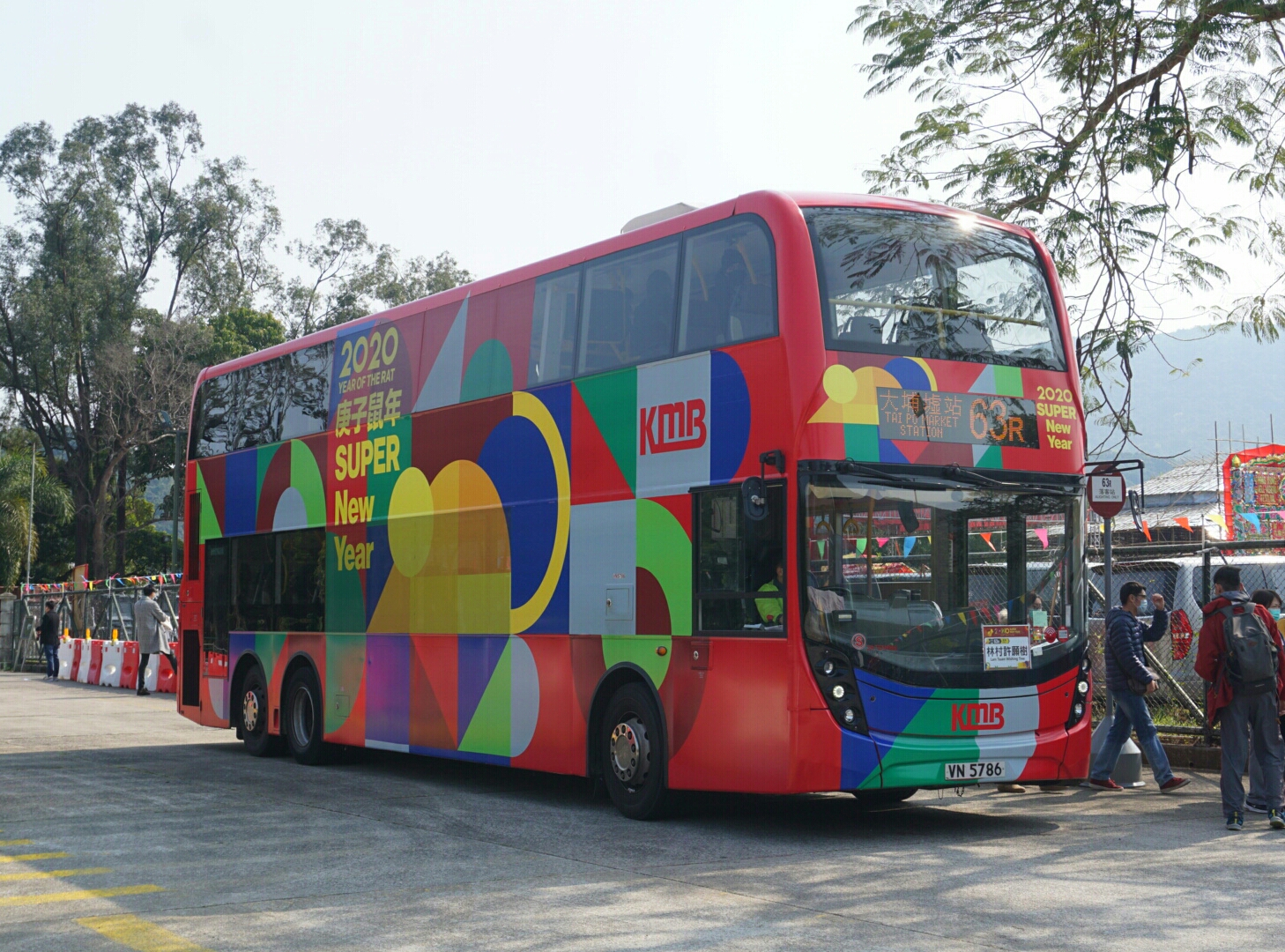
2020年本線獲批准以12.8米巴士行駛，當年生肖巴士遂能在此線運作
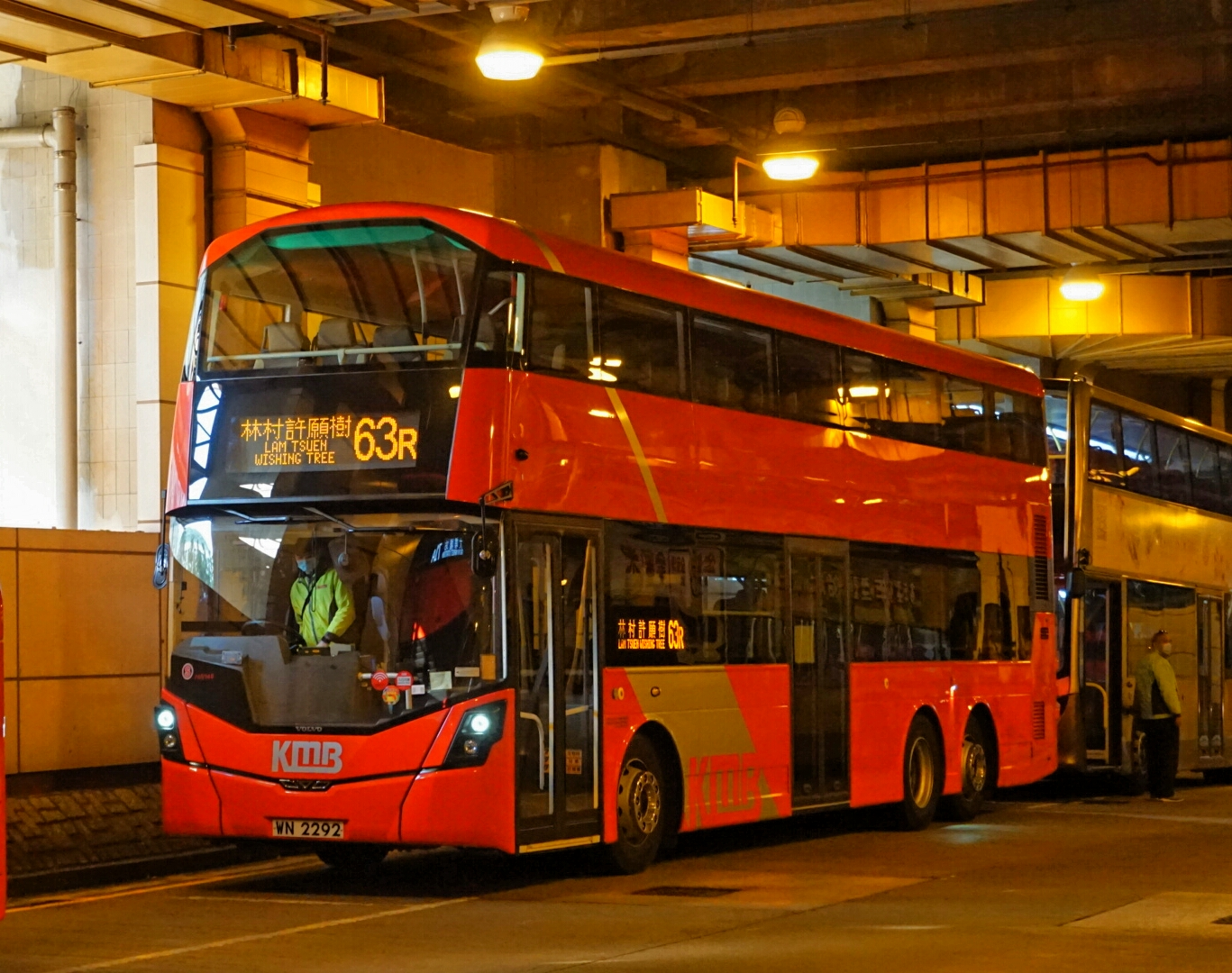

## 相關事件
2023年1月22日，正值農曆年初一，有巴士迷於當年生肖巴士拍攝行車片段時，被同車之一家四口以「自閉症」等侮辱其，並威逼其棄愛巴士。事後有關片段在網上流傳，並於2月9日「推到上報」。

## 外部連結
- i-busnet.com - 九巴63R號路線KMB Rt. 63R （页面存档备份，存于）
- 681巴士總站 - 九巴63R號路線KMB Rt. 63R （页面存档备份，存于）